# Mladen Majdak
Mladen Majdak (Novi Pazar, 4 luglio 1981) è un pallavolista montenegrino.
Gioca nel ruolo di opposto nel Grand Nancy Volley-Ball.

## Carriera
Dopo aver mosso i primi passi nel mondo della pallavolo con l'Odbojkaški Klub Novi Pazar, Mladen Majdak si trasferisce all'Odbojkaški klub Budvanska rivijera Budva a 17 anni: con il club di Budua esordisce nel campionato serbo-montenegrino e vince uno scudetto e due coppe nazionali, entrando anche nel giro della nazionale. Dopo cinque annate passa all'Odbojkaški klub Budućnost Podgorica, dove ottiene il suo secondo titolo di campione di Serbia e Montenegro.
Nel 2004-05 si trasferisce nel campionato cadetto italiano con la Dorica Pallavolo Ancona, chiudendo però la stagione con la retrocessione in Serie B1. Successivamente passa all'Erdemir Spor Kulübü, militante nel campionato turco, prima di giocare per l'Athlitikos Syllogos Aris Thessalonikis in Grecia; segue una breve parentesi nell'Al-Arabi Sports Club, in Qatar.
Terminata questa esperienza arriva la chiamata del Foyer Laïque Saint-Quentin Volley-Ball, che disputa il Pro A francese: nei tre anni trascorsi con il club riesce a raggiungere i play-off scudetto in una sola occasione, nel 2010-11. I suoi continui trasferimenti lo portano poi in Russia, al Volejbol'nyj klub Tjumen', squadra di Vysšaja Liga A, secondo livello del campionato russo; segue un breve ritorno alla squadra dei suoi esordi, l'Odbojkaški Klub Novi Pazar, prima del rientro in Francia, questa volta al Tourcoing Lille Métropole Volley-Ball.
Durante la stagione 2014-15, iniziata nel campionato montenegrino nelle file dell'Odbojkaški klub Budvanska rivijera Budva, viene ingaggiato dal Lausanne Université Club, impegnato nella Lega Nazionale A svizzera, per sostituire l'infortunato Jirayu Raksakaew.
Nella stagione 2015-16, poco dopo l'inizio del campionato, si accasa alla neopromossa Emma Villas Volley di Siena, militante nella Serie A2 italiana, mentre nella stagione successiva è nuovamente in Francia per giocare nel Grand Nancy Volley-Ball, in Ligue B.

## Palmarès
- Campionato serbo-montenegrino: 2

2000-01, 2004-05
- Coppa di Serbia e Montenegro: 1

2000, 2001